# 東京都道117号世田谷三鷹線
東京都道117号世田谷三鷹線（とうきょうとどう117ごう せたがやみたかせん）とは世田谷区給田交差点から三鷹市新川交番交差点までの一般都道である。

## 概要
- 起点：世田谷区給田四丁目 国道20号交点（給田交差点）
- 終点：三鷹市新川六丁目 東京都道14号新宿国立線（新川交番交差点）

## 交通状況
平成22年（2010年）度時点での、道路交通センサスによる関町吉祥寺線の交通データについて以下の通りである。
- 大型車：1,004台、小型車：6,398台、二輪車類：282台、自転車類：363台、歩行者類：192台（いずれも12h計）
- 車道部：7.50m、歩道部：1.80m、車線数：2。

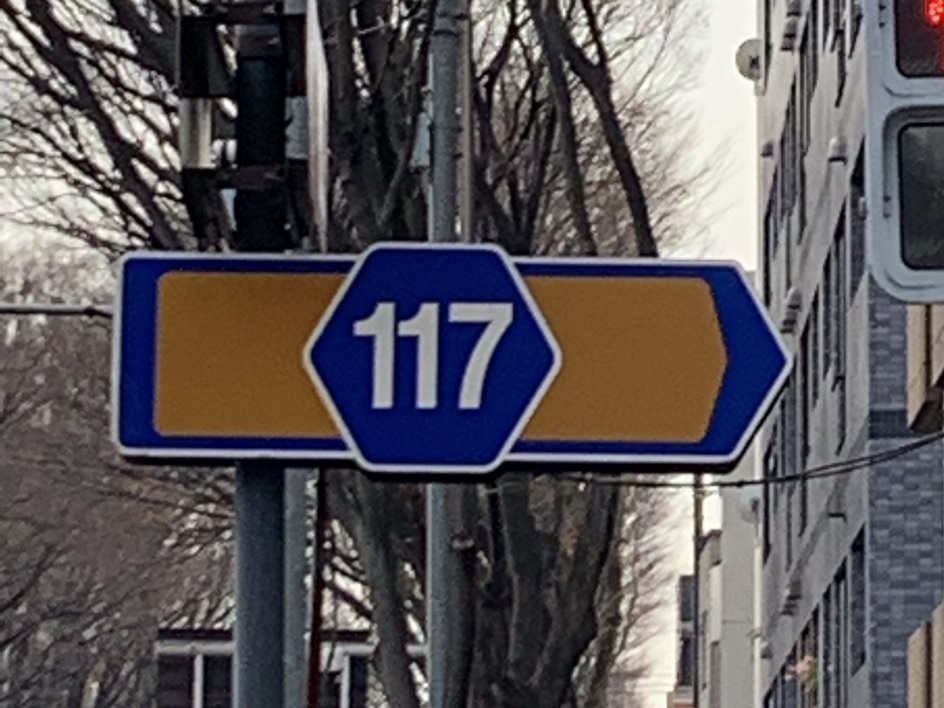
給田交差点（起点）にて

（観測地点：三鷹市北野4-11）

## 通過する自治体
- 世田谷区
- 三鷹市

## 交差する道路
- 国道20号（甲州街道）給田交差点
- 東京都道14号新宿国立線（東八道路）新川交番前交差点

なお、東京都道114号武蔵野狛江線の新道が完成したため、東京都道110号府中三鷹線と直接交差することはできなくなった。

この他に117号は、インターチェンジは存在しないが中央自動車道と三鷹市内で立体交差している。

## 一般名称
- 吉祥寺通り（全区間）

## 走行するバス路線
- 関東バス
  - 荻58 荻窪駅南口 - 高井戸駅 - 芦花公園駅入口 - 千歳烏山駅 - 北野
- 小田急バス(みたかシティバス)
  - 北野ルート 三鷹駅 - 三鷹中央防災公園・元気創造プラザ - 北野 - 南牟礼 - 三鷹中央防災公園・元気創造プラザ - 三鷹駅

## 沿線の施設
- 三鷹市北野地区公会堂
- 三鷹市立北野中央公園
- 三鷹北野郵便局
- 三鷹市立北野公園
- 三鷹市立第一小学校